# Cleora alienaria
Cleora alienaria là một loài bướm đêm trong họ Geometridae.